# Juan Marinello
Juan Marinello Vidaurreta (Jicotea, Ranchuelo, 2 novembre 1898 - La Havane, 27 mars 1977) est un homme politique cubain. Il a été député, sénateur, ministre, recteur de l'université de La Havane en 1962 et écrivain (critique et essayiste) cubain. Il est ministre de Fulgencio Batista. Il est ambassadeur de Cuba à l'UNESCO.

## Biographie
Il milite au sein du premier Parti communiste de Cuba, pour lequel il assume la présidence. Il est élu comme délégué à l'Assemblée qui rédige la constitution de 1940 et en 1944 il est élu sénateur.

## Référence
1. ↑  Juan Marinello Vidauretta, 78; Ex‐Leader of Cuba's Communists New York Times, 28 mars 1977